# Кітула
Кітула (фін. Kitula) — село в Фінляндії, входить до складу місто Сало, повіту Південно-Західна Фінляндія.